# 僕のヒーローアカデミア (実写映画)
『僕のヒーローアカデミア』の実写映画（タイトル未定）は、佐藤信介が監督を務める、公開予定の映画。レジェンダリー・ピクチャーズが製作する。

## 製作
2018年10月、レジェンダリー・エンターテイメントが堀越耕平の漫画『僕のヒーローアカデミア』の実写映画化の製作権を獲得し、製作されることが発表された。
2021年8月、佐藤信介と監督契約を締結したことが発表された。
2022年12月13日、Netflixが全世界での公開権を獲得し、東宝が日本国内での劇場公開を行い、ジョビー・ハロルドが脚本を担当することが発表された。